# Бердская лесная дача
Бе́рдская лесна́я да́ча — памятник природы регионального значения в России. Расположен в Бердске Новосибирской области. Площадь — 141,8 га. На территории памятника находится естественный массив соснового леса с фрагментами водно-болотных сообществ и лесных лугов.

## Описание

### Растительные сообщества
- тополёво-ивовое пойменное сообщество с преобладанием папоротников, хвощей и осок;
- берёзово-сосновый злаково-разнотравный лес с элементами кустарничково-зеленомошных сообществ;
- смешанные посадки клёна ясенелистного и сосны обыкновенной;
- посадки сосны обыкновенной;
- посадки тополя чёрного;
- посадки лиственницы сибирской;
- ивово-разнотравно-осоковое сообщество с осоково-телиптерисовыми и разнотравно-сабельниковыми ассоциациями;
- зарастающее осокой озеро;
- водокрасовые и рогозовые сообщества лесного озера.

### Флора и фауна
23 вида млекопитающих, 73 вида птиц, 3 вида пресмыкающихся, 3 вида земноводных, 135 видов беспозвоночных животных.
239 видов высших сосудистых растений, из них 22 вида — редкие.
В Красную книгу Новосибирской области занесены 1 вид высших сосудистых растений и 1 вид животных, в Красную книгу России — 1 вид высших сосудистых растений (Неоттианте клобучковая).

## История
В 1944 году территория Бердской лесной дачи,
вместе с территориями Дома отдыха, мельницы, станции Бердск, посёлка Красный Сокол включены в получивший статус города областного подчинения Бердск постановлением Президиума Верховного совета РСФСР (хотя облисполком принял данное решение почти на два года раньше).